# بیبرتال
بیبرتال (به آلمانی: Biebertal) یک شهر در آلمان است که در Gießen واقع شده‌است. بیبرتال ۱۰٬۳۱۱ نفر جمعیت دارد.